# Trazegnies (Courcelles)
Trazegnies (wa. Trejhniye) – dzielnica (section) gminy Courcelles w Belgii, w Regionie Walońskim, w prowincji Hainaut, w okręgu Charleroi. 1 stycznia 2020 roku liczyła 6711 mieszkańców. Do 31 grudnia 1976 samodzielna gmina.

## Demografia
Liczba mieszkańców, stan na 1 stycznia:
| Rok                | 1930 | 1947 | 1961 | 2020 |
| ------------------ | ---- | ---- | ---- | ---- |
| Liczba mieszkańców | 6779 | 6709 | 6815 | 6711 |